# Gare de Fréjus - Saint-Raphaël
Ne doit pas être confondu avec Gare de Fréjus, Gare de Fréjus Sud-France ou Gare de Saint-Raphaël-Valescure.
La gare de Fréjus - Saint-Raphaël est une gare ferroviaire française de la ligne de Marseille-Saint-Charles à Vintimille (frontière), située sur le territoire de la commune de Fréjus, à proximité de Saint-Raphaël, dans le département du Var, en région Provence-Alpes-Côte d'Azur.
Sa particularité était d'être un terminal auto-train, qui offrait la possibilité de faire transporter son véhicule sur un train spécial jusqu'à la suppression de ce service en 2019. Elle sert désormais de base travaux.

## Situation ferroviaire
La gare de Fréjus - Saint-Raphaël est située au point kilométrique (PK) 159,850 de la ligne de Marseille-Saint-Charles à Vintimille (frontière), entre les gares ouvertes aux voyageurs de Fréjus et de Saint-Raphaël-Valescure.

## Histoire
En 2014, la gare est une halte des Intercités de nuit de la relation Paris-Austerlitz – Nice. Cette desserte a été supprimée le 13 décembre 2015, concomitamment à la création d'un arrêt à Marseille-Blancarde sur la même relation.
La suppression du service auto-train (trains composés uniquement de wagons porte-automobiles) est réalisée par la SNCF le 14 décembre 2019. Depuis, le site est utilisé uniquement comme base travaux par cette dernière.